# Гідрид барію
Гідри́д ба́рію — неорганічна бінарна сполука Барію та Гідрогену з формулою BaH2. За звичайних умов є сірими кристалами.
Застосовується як високотемпературний каталізатор гідрування.

## Зовнішній вигляд
Світло-сірий, білий при нагріванні, плавиться і розкладається(при температурі 675° С).

## Отримання
Барій гідрид добувають відновленням оксиду барію або ж взаємодією простих речовин:
{\displaystyle \mathrm {BaO+2H_{2}\ {\xrightarrow {t}}\ BaH_{2}+H_{2}O\!} }
{\displaystyle \mathrm {Ba+H_{2}\ {\xrightarrow {t}}\ BaH_{2}\!} }

## Хімічні властивості
Гідрид барію реагує з водою та розчинами кислот (при нагріванні):
{\displaystyle \mathrm {BaH_{2}+2H_{2}O\rightarrow \ Ba(OH)_{2}+2H_{2}\!} }
{\displaystyle \mathrm {BaH_{2}+2HCl\ {\xrightarrow {t}}\ BaCl_{2}+2H_{2}\!} }
За достатньо високих температур гідрид реагує з неметалами та їх сполуками:
{\displaystyle \mathrm {BaH_{2}+O_{2}\ {\xrightarrow {t}}\ BaO+H_{2}O\!} }
{\displaystyle \mathrm {BaH_{2}+2Cl_{2}\ {\xrightarrow {t}}\ BaCl_{2}+2HCl\!} }
{\displaystyle \mathrm {3BaH_{2}+N_{2}\ {\xrightarrow {t}}\ Ba_{3}N_{2}+3H_{2}\!} }
{\displaystyle \mathrm {BaH_{2}+2NH_{3}\ {\xrightarrow {t}}\ Ba(NH_{2})_{2}+2H_{2}\!} }